# Otticha
Der Ortsteil Otticha bildet zusammen mit Wüstfalke, Großfalka, Kleinfalke und Niebra die Geraer Ortschaft Falka mit insgesamt 416 Einwohnern (Stand 31. Dezember 2011).

## Geographie
Otticha ist im südöstlichsten Zipfel der Stadt Gera an gelegen und grenzt an den Landkreis Greiz.

## Geschichte
Otticha ist ein als sorbisches Rundlingsdorf angelegt. Der wurde als Utichow, Ottichaw oder Ottichen beurkundet. Dieser Name wist auf die Gründung durch einen Otto hin.
1827 zählte der Ort 10 Häuser und 51 Einwohner. Er gehörte als Exklave im Sachsen-Altenburgischen Gebiet bis 1919 zur Herrschaft Reuß jüngere Linie.
Am 1. Juli 1950 wurde Otticha in die Gemeinde Falka eingegliedert und mit ihr am 1. April 1994 in die Stadt Gera eingemeindet.

## Politik
Großfalka, Kleinfalke mit dem dazugehörenden Wüstfalke, Niebra und Otticha sind seit dem 1. April 1994 zur Stadt Gera eingemeindet. Seitdem bilden die Orte den Ortsteil Falka der Stadt Gera mit eigener Ortschaftsverfassung und Ortsteilrat (bis II/2009 Ortschaftsrat). Ortsteilbürgermeister ist Herbert Dietrich (parteilos).

## Entwicklung der Einwohnerzahl
| Jahr      | 1827 | 1864 | 1910 | 1921 | 1939 | 2009 |
| Einwohner | 51   | 76   | 63   | 65   | 62   | 41   |

## Verkehr
- ÖPNV-Verbindung besteht mit der GVB-Linie 18 bzw. RVG-Linie 219.
- Nächstgelegener Bahnhof ist Gera-Zwötzen an der Bahnstrecke Leipzig–Gera–Saalfeld und an der Elstertalbahn.

## Bildung
Die nächstgelegene Kindereinrichtung ist
- Kindergarten Kleinfalke im zum Ortsteil gehörenden Kleinfalke.

Zuständige Grundschulen sind seit dem Schuljahr 2009/10 in Schulgebäudeunion in Zwötzen die
- Grundschule 9 Zwötzener Schule und
- Montessori-Grundschule Waldschule Liebschwitz.

Die nächstgelegene Regelschule ist die
- Staatliche Regelschule 4 in Lusan.